# Dereiçi
Dereiçi ist ein Dorf im Landkreis Savur der türkischen Provinz Mardin. Dereiçi liegt etwa 50 km nordöstlich der Provinzhauptstadt Mardin und 8 km östlich von Savur. Dereiçi hatte laut der letzten Volkszählung 149 Einwohner (Stand Ende Dezember 2009).